# Ícolo e Bengo
Ícolo e Bengo és un municipi de la província de Luanda. Pel decret 29/11 de l'1 de setembre de 2011 aquest municipi i el de Quiçama foren moguts de la província de Bengo a la província de Luanda, juntament amb els de Luanda, Belas, Cazenga, Cacuaco i Viana. La transferència fou signada el 2 d'abril de 2012 a Catete pel governador de la província de Luanda, Bento Bento, i João Miranda, de Bengo, en presència del ministre d'administració territorial, Bornito de Sousa.
Té una extensió de 3.819 km² i 74.644 habitants segons el cens de 2014. Es troba a l'est de la província, limit al nord amb el municipi de Dande, a l'est amb el de Cambambe, al sud amb el de Quiçama i a l'oest amb els de Viana i Cacuaco.

## Subdivisions
El municipi es divideix en cinc comunas:
- Catete. Hi ha una estació del Caminho de Ferro de Luanda, i és el principal cementiri de velles locomotores de vapor en la línia nord.[3]
- Bom Jesus
- Cabiri
- Caculo Cahango
- Cassoneca

## Personalitats
- Agostinho Neto (1922-1979), 1r President d'Angola